# ヴィーナス (長山洋子の曲)
「ヴィーナス」は、1986年10月21日にリリースされた長山洋子の8枚目のシングルであり、アイドル歌手時代の代表曲である。

## 解説
- 元々「ヴィーナス」は、オランダのロックグループ・ショッキング・ブルー（The Shocking Blue）が、1969年にリリースしたシングルであるが、17年後の1986年に、イングランド出身のガールズグループ・バナナラマ（Bananarama）が同曲をユーロビート調にアレンジし、カバーして大ヒット。そのバナナラマ版を、長山洋子の日本語歌詞バージョンとして、同年10月に発売した。
- 東映の日本映画「ボクの女に手を出すな」の挿入歌に採用。
- 長山自身、1984年にアイドル歌手としてデビュー以来、初めてのオリコンチャートトップ10入りを果たした。また翌1987年の年間チャート60位にランクされ、シングル売上は16万枚を記録[1]。
- TBS系『ザ・ベストテン』では1987年1月8日に自身初のランクイン（9位）を果たす。その2週間後の1月22日も再び9位に返り咲き、通算2週間ランクインした[2]。
- それから6年後、1993年に長山洋子は演歌歌手に転向したが、2003年末の「復刻版ザ・ベストテンスペシャル」にて、白とピンク色のドレス衣装・膝丈上のミニスカートで「ヴィーナス」を久々に歌唱した[2]。
- 現在も、懐メロや及び演歌関連の音楽番組などで、長山自身アイドル歌手時代の代表曲として時折、同曲を披露している。
- 楽曲について、長山本人はこのようにコメントしている。

「1986年9月15日、ビクター401スタジオ。忘れられないレコーディングです。次のシングルの候補曲としてそれまでに数曲レコーディングしてたんだけど、この曲を歌って「これしかない！」って思ったの。私の体の中のビートがドッと出た感じでレコーディングの時間は本当に短かった。あらゆる意味で私のターニングポイントかな。だからヒットしてくれた時は本当にうれしかった。あれからまだ1年数ヵ月だなんて信じられない。」――― ベスト・アルバム『New Yoko Times』(ニューヨーコ・タイムス) のライナーノートより。
- 長山の歌手デビュー25周年を迎えた時には、「この曲がなかったら、此処までこれなかった。無くてはならない楽曲です」と述べている。

## 収録曲
1. ヴィーナス
  - 作詞・作曲：ロビー・レーベン（Robbie Leeuwen） / 日本語訳詞：篠原仁志 / 編曲：鷺巣詩郎
2. True Lover ～見つめかえして～
  - 作詞：さかたかずこ / 作曲：馬場孝幸 / 編曲：中村哲